# Chamberlain Oguchi
Chamberlain Oguchi, né le 28 avril 1986 à Houston, au Texas, est un joueur nigérian de basket-ball, évoluant aux postes d'arrière et d'ailier.

## Biographie

### Afrobasket 2015
Lors de l'Afrobasket 2015 en Tunisie, en août 2015, Chamberlain Oguchi est élu dans le 5 majeur de la compétition en compagnie du Sénégalais Gorgui Dieng, et Al-Farouq Aminu, du Tunisien Makrem Ben Romdhane, et de l'Angolais Carlos Morais.
À la suite de sa prestation en finale, et la victoire du Nigeria face à l'Angola, il est également élu MVP du tournoi.

## Palmarès
- 3e du championnat d'Afrique 2005
- Médaille de bronze aux Jeux africains de 2007
- Vainqueur du championnat d'Afrique 2015